# Tumba de Jerzy Popiełuszko

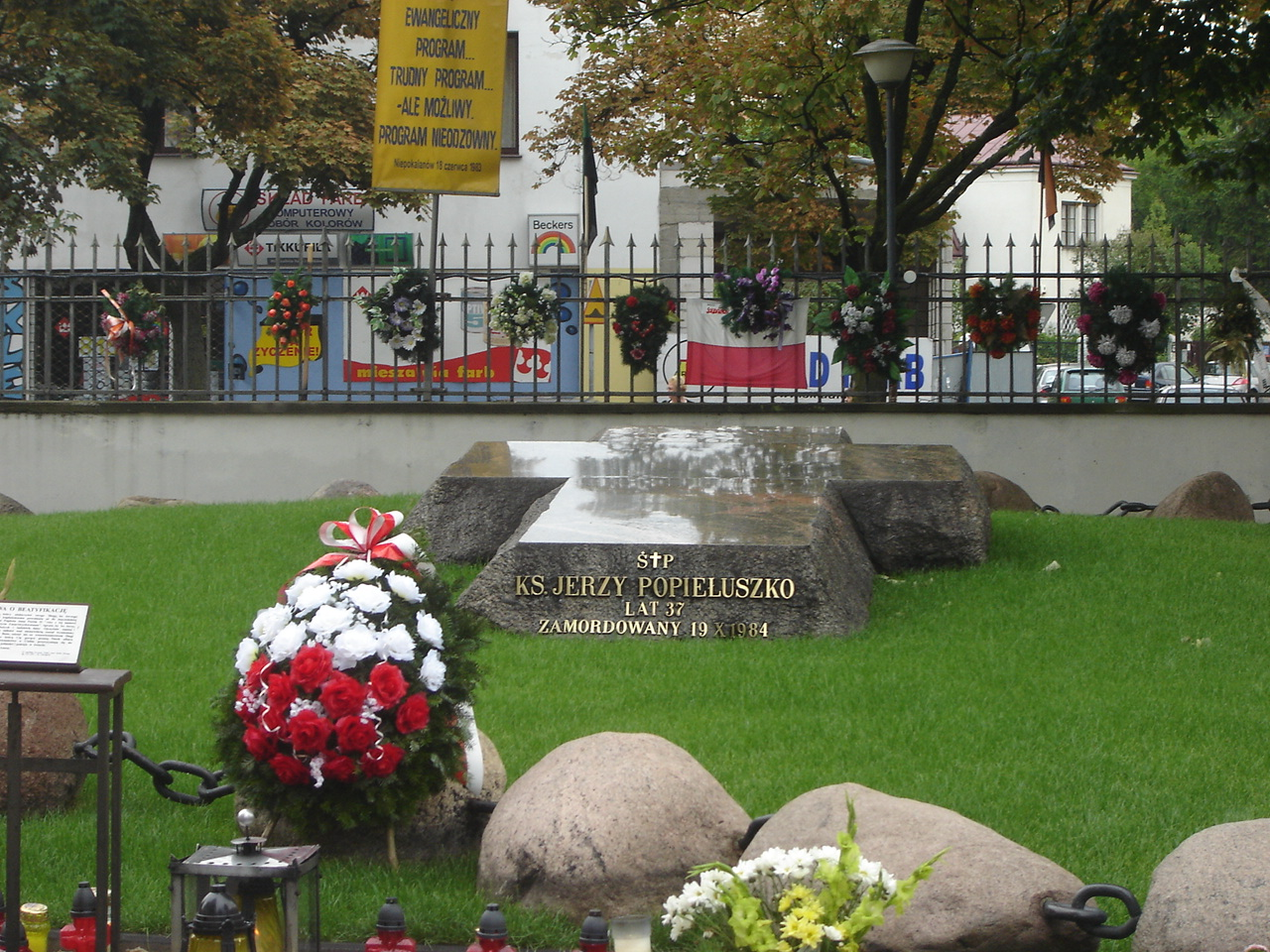
Tumba del beato Jerzy Popiełuszko.

La tumba del beato Jerzy Popiełuszko (en polaco: Grób bł. ks. Jerzego Popiełuszki) es una lápida monumental del sacerdote polaco Jerzy Popiełuszko, diseñada por Jerzy Kalina, ubicada en Varsovia. Popiełuszko iba a ser enterrado en el cementerio de Powązki. Sin embargo, el párroco de la iglesia de San Estanislao Kostka de Varsovia, el padre Teofil Bogucki, los fieles y numerosos amigos del capellán asesinado pidieron al primado Józef Glemp que enterrara al Popiełuszko en la iglesia.

## Historia y descripción
Jerzy Popiełuszko, capellán del movimiento Solidaridad, era residente y vicario en esta parroquia, y en esta iglesia celebró misas por Polonia (1982-1984), durante las cuales predicó el mensaje "No seas vencido por el mal sino vence el mal con el bien.".  Fue asesinado por el Servicio de Seguridad el 19 de octubre de 1984.
La tumba conmemorativa de Popiełuszko se encuentra en los terrenos de la iglesia de San Estanislao Kostka, en el número 2 de la calle Stanislaus Hosius, en el distrito de Żoliborz de Varsovia. La tumba se encuentra debajo de un gran árbol, cerca de la esquina oriental del área vallada de la iglesia.
La tumba tiene la forma de un túmulo funerario con una losa de granito en forma de cruz en la parte superior. En las inmediaciones de la tumba, en uno de los árboles, hay un crucifijo cuyo creador es Gustaw Zemła. La tumba está rodeada por un rosario de adoquines dispuestos en forma de bordes polacos. El eslabón tiene la forma de un águila coronada con Nuestra Señora de Częstochowa en su pecho.
En abril de 2010, las reliquias del padre Jerzy fueron exhumadas y examinadas canónicamente (era una exigencia del derecho canónico). A continuación se renovó la tumba y el cuerpo del mártir se colocó en el mismo lugar en un nuevo ataúd.
Se estima que hasta 2009 el sitio fue visitado por unos 18 millones de personas. Entre los que oraron en la tumba estaban:
- Papa Juan Pablo II
- Cardenal Joseph Ratzinger (Papa Benedicto XVI)
- Cardenal Karl Lehmann, presidente de la Conferencia Episcopal Alemana
- Cardenal Jean-Marie Lustiger, arzobispo de París
- Cardenal Christoph Schönborn, arzobispo de Viena, presidente de la Conferencia Episcopal Austríaca
- Cardenal William Levada, prefecto de la Congregación para la Doctrina de la Fe
- Presidente de la República Checa, Václav Havel
- Presidente de Georgia, Mijaíl Saakashvili
- Presidente de los Estados Unidos, George W. Bush
- Primera ministra del Reino Unido, Margaret Thatcher
- Primer ministro de Italia, Giulio Andreotti
- Primer ministro de Hungría, Viktor Orbán
- Presidente del Parlamento Europeo, Hans-Gert Poettering